# Ынтымак (Иссык-Кульская область)
Ынтымак (кирг. Ынтымак, до 1990-х годов — Приозёрный) — село в Тюпском районе Иссык-Кульской области Киргизии. Входит в состав Иссык-Кульского аильного округа. Код СОАТЕ — 41702 225 815 02 0.

## Население
По данным переписи 2022 года, в селе проживало 688 человека.